# Die Vernichtung der weisen Frauen
Die Vernichtung der weisen Frauen. Hexenverfolgung, Kinderwelten, Menschenkontrolle, Bevölkerungswissenschaft ist eine Monografie von Gunnar Heinsohn und Otto Steiger aus dem Jahre 1979. Hauptthesen sind, dass Hebammen (die „weisen Frauen“) als Hexen verbrannt wurden, weil sie durch ihr Geheimwissen eine Gefahr für die Kirche darstellten und dass Hexen die letzten Bewahrerinnen der „magisch-heidnischen Kultur“ gewesen seien. Das uralte Wissen der weisen Frauen sei durch die Hexenverfolgung ausgelöscht worden. Hintergrund ist ihrer Darstellung nach das politische Kalkül von Klerus und Adel, durch Geburtenkontrolle und „Tilgung des Verhütungswissens“ die Bevölkerungszahl zu heben.
Das Buch wurde bis 2005 insgesamt 14 Mal aufgelegt und wurde besonders in der Taschenbuchausgabe von 1987 zum Bestseller. Die Thesen des Buches gelten weitgehend als widerlegt, sind aber noch weit verbreitet und in manchen feministischen Kreisen weiter vertreten. Heinsohns und Steigers Annahme, die Hexenverfolgungen sei zentral gesteuert gewesen, gilt als Verschwörungstheorie.

## Inhalt

### Überblick
Beide Autoren stellen zunächst dar, dass ihnen die herkömmliche Auffassung „irrationaler Frauen“ und „wahnsinniger Verfolger“ nicht haltbar erscheint. Die Hexenverfolgung sei Resultat staatlicher Bevölkerungspolitik, in deren Zug die Geburtenkontrolle ausgeschaltet wurde. Die Geburtenkontrollverfahren der Stammesgesellschaften und des Altertums seien als magisch empfunden worden, man habe aber die unter Zaubersprüchen verabreichten empfängnisverhütenden und abtreibenden Tränke während des Mittelalters zwar bereits missbilligt, die „weisen Frauen“ jedoch nicht verfolgt. Das Maleficium, das die Hexenjäger ausrotten wollten, sei die Verhütungspraxis der Frauen gewesen. Auch Jean Bodin sei als Hexenjäger aufgetreten, da dies zu seiner modernen Staatsidee mit einer rational begründeten Bevölkerungsgesetzgebung gepasst habe. Hintergrund der „Menschenproduktion“ sei die Entvölkerung weiter Landstriche durch Kriege und Krankheiten gewesen. Durch Strafgesetze und Polizeiverordnungen für die Hebammen seien diese politischen Ziele durchgesetzt worden.
Im Teil B werden „Hexenverfolgung, Kinderwelten und Erziehungsprobleme“ dargestellt. Die demographischen Fakten machten Gesetze und Institutionen des Staates notwendig, um Kinder zu schützen. Schon in der römischen Spätantike sieht Gunnar Heinsohn erste Ansätze einer Bevölkerungspolitik des Staates gegen die Interessen der Eltern, dagegen blieb das Kinderleben des Mittelalters weitgehend unberührt.
Erst ab dem 14. Jahrhundert habe sich die Zahl der Kinder durch die Hexenverfolgung vermehrt. Die Generationsbeziehungen seien dadurch erschwert worden. Die „Zivilisation“ setzte sich mit Hilfe von sexueller Unterdrückung, etwa dem Onanieverbot durch. Die Sexualneurosen als Folge strenger Sexualerziehung sind für Heinsohn Ergebnis der Bevölkerungspolitik. Daher hätten auch die neuzeitlichen Erziehungseinrichtungen pädagogisch versagt, weil sie in Wirklichkeit bevölkerungspolitische Instrumente und als solche durchaus erfolgreich gewesen seien.
Erst die Geburtenkontrolle im 20. Jahrhundert habe zur Abnahme des „Kinderelends“ und zur Emanzipation der Frau geführt.

### Bevölkerungsexplosion
Für eine historisch orientierte Bevölkerungslehre unter dem Titel Menschenproduktion. Allgemeine Bevölkerungstheorie der Neuzeit versuchten Heinsohn, Rolf Knieper und Otto Steiger 1979 eine Erklärung für die europäische Bevölkerungsexplosion ab dem späten 15. Jahrhundert zu finden. Die dahinter stehende Geburtenzahl pro Frau mit durchschnittlich 5 bis 6,5 Kindern bis ins 19. und 20. Jahrhundert hinein wurde – neben der produktiv überlegenen Eigentumsökonomik – zur Bedingung europäischer Weltbeherrschung. Gründe für die demographische Wende lagen ihrer Ansicht nach in den Todesstrafen auf Geburtenkontrolle (Abtreibung, Unfruchtbarmachung, Kindesmord und Aussetzen) spätestens seit der Constitutio Criminalis Bambergensis von 1507 und der Constitutio Criminalis Carolina von 1532 vor.

### Frauenheilkunde

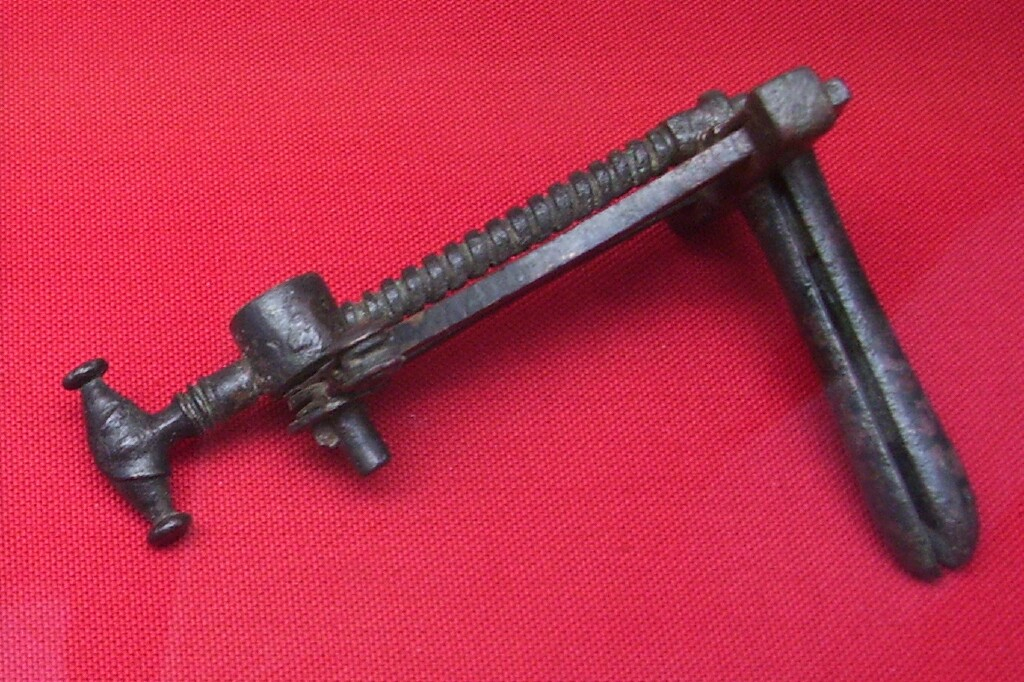
Spekulum aus dem römischen Mérida

Doch daneben wurde, so Heinsohn und Steiger, auch die Frauenheilkunde angegriffen. Es sei bezeichnend, dass das Spekulum, ein zentrales Untersuchungsinstrument der Gynäkologie, in der Renaissance, einer ansonsten erfindungsreichen Epoche, verschwand, obwohl es seit der Antike als speculum magnum matricis (Funde in Pompeji, Mérida), während des Mittelalters als dioptre in Gebrauch gewesen sei. Erst Anfang des 19. Jahrhunderts wurde es von dem französischen Chirurgen Joseph Récamier (1774–1852) zum zweiten Mal erfunden, was Heinsohn und Steiger in Warum musste das Speculum zweimal erfunden werden? 1987 erneut aufgriffen.

### Hexenbulle
Allerdings kam, so die weitere Argumentation der Autoren, die Todesstrafe auf Geburtenkontrolle ab 1507 für das Einsetzen der Bevölkerungsexplosion rund zwei Jahrzehnte zu spät. Wie John Hatcher feststellte, lagen die Wurzeln dieses Phänomens in der Zeit zwischen 1475 und 1485. Schon aus chronologischen Gründen komme daher ein anderer Vorgang in Frage. Heinrich Kramer veranlasste 1484 den Papst zur Herausgabe der Bulle Summis desiderantes affectibus, der sogenannten „Hexenbulle“, die Todesstrafen für „sehr viele Personen beyderlei Geschlechts […], die die Geburten der Weiber umkommen machen und verursachen, […] daß die […] Frauen […] nicht empfangen“ vorsah, wie Heinrich Kramer alias Institoris kommentierte. Der juristische Kommentar zur Hexenbulle, der Malleus Maleficarum (Hexenhammer) von 1487, mache deutlich, dass neben allen immer schon verbotenen Zaubereien etwas Neues hinzugekommen sei. Dabei ging es um eine „siebenfache Hexerei“, deren einzelne Verfahren durchweg den „Liebesakt und die Empfängnis im Mutterleibe mit verschiedenen Behexungen infizieren“. Diese Verfahren der Geburtenkontrolle sollten ausdrücklich „abgesehen von den vielfachen Schädigungen, die sie [die Hexen] anderen, Tieren und Feldfrüchten, zufügen“, nun zusätzlich verfolgt werden.
Die Geburtenkontrollverbote aus Hexenbulle und Hexenhammer wurden von Heinsohn und Steiger seit 1979 als bevölkerungspolitisches Urmuster für die Todesstrafen der weltlichen Gesetze von 1507 und 1532 bzw. als treibender Faktor hinter der demographischen Wende zwischen 1475 und 1485 gewertet.

## Rezeption und Kritik

### Resonanz
Die Vernichtung der weisen Frauen wurde ein Bestseller. Im Spiegel erschien 1984 eine Titelgeschichte darüber. Die Auseinandersetzung um die Monographie wurde bald auch in der medialen Öffentlichkeit geführt, vor allem in der Frankfurter Allgemeinen Zeitung, zumal das Werk in einer breiten Öffentlichkeit schnell rezipiert worden war. Zu ihren Thesen legten Heinsohn und Steiger weitere Veröffentlichungen vor. Ihre Thesen wurden kontrovers, mitunter polemisch diskutiert, zumal die Publikation in der breiteren Öffentlichkeit positiv aufgenommen worden war – Franz Irsigler nannte sie einen „Bestseller“.  Noch im Jahr 2003 stellte Walter Rummel fest, dass „das darin vermittelte Bild in der Öffentlichkeit noch immer vorherrschend“ sei. Dies ist auch in jüngeren Veröffentlichungen sichtbar.

### Kritik
Kritiker hielten den Autoren entgegen, dass das angebliche demographische Ziel gar nicht erreicht wurde. Gerade die wachsende Bevölkerung sei aber ein Problem für die Obrigkeiten gewesen. Außerdem seien nur etwa 200 Hebammen betroffen gewesen. Gerd Schwerhoff geht nur noch von 40.000 bis 60.000 Todesopfern insgesamt aus, zuvor kursierten Zahlen von bis zu neun Millionen Opfern.  Viele Hebammen waren Gutachterinnen in Prozessen. Bei Anklagen von Hebammen seien Fehler bei der Arbeit oder Misserfolg  als Schadenzauber ausgelegt worden. Nur aus diesem Grund seien sie als Hexen bezeichnet worden. Hexenprozesswellen wurden nach Meinung der Kritiker oft durch einen Unglücksfall ausgelöst, waren also nicht planhaft. Keine der Frauen, die wegen ihrer Naturheilkunde bekannt waren, sei wegen Verhütungspraktiken angeklagt worden. Abtreibungspraktiken seien vor allem auch unter Prostituierten bekannt gewesen, nicht in erster Linie unter Hebammen. Hinzu kam, dass man eher ausschloss, dass dem frühmodernen Staat überhaupt solche umfassenden Möglichkeiten zur Verfügung gestanden hätten. Auch die Uneinheitlichkeit und Sprunghaftigkeit der Verfolgungen in den europäischen Staaten und in Nordamerika spreche gegen einen übergreifenden Plan. Zudem finde sich wenig von Verhütung in den Prozessakten. Laut Günter Jerouschek konnten vor der frühen Neuzeit Hexenprozesse größeren Ausmaßes schon deshalb nicht stattfinden, da ein Kläger den von ihm Beklagten der Straftat überführen musste, andernfalls hätten ihm Sanktionen gedroht. Erst in der frühen Neuzeit sei es jedoch zu einer „Personalunion“ von Staatsanwalt und Richter gekommen, womit sich „Verfolgungs- und Verurteilungsinteresse“ gepaart hätten. Die Fundstellen zu Empfängnisverhütung oder Bewirkung von Fehlgeburten im Hexenhammer, der keineswegs eine „aufgeklärte Instruktion zur Unterbindung von Geburtenkontrolle“ darstelle, sondern „von kolportierten Greuelmärchen“ strotze, seien auf die Bedeutung einer angezauberten Zeugungsunfähigkeit im kanonischen Scheidungsrecht zurückzuführen, im rechtspraktisch maßgeblichen dritten Teil des Hexenhammers kämen hingegen Empfängnisverhütung und Abtreibung kaum mehr zur Sprache. Einer Aufblähung des Vorwurfs des Hexenwesens zum Zweck einer Eliminierung der Geburtenkontrolle hätte es nicht bedurft, da die Constitutio Criminalis Carolina für Empfängnisverhütung ohnehin die Todesstrafe vorsah. Bei einer Neufassung des entsprechenden Paragraphen durch die Kursächsischen Konstitutionen von 1572 sei die Empfängnisverhütung nicht mehr aufgeführt und Abtreibung erst von der Schwangerschaftsmitte als Totschlag angesehen worden. Des Weiteren vertrage es sich schlecht mit Heinsohns und Steigers Thesen, dass „zig-tausende […] von Frauen auf dem Scheiterhaufen landeten, ausgerechnet um die Reproduktion der Bevölkerung anzuheizen“. Jerouschek weist zudem darauf hin, dass Institoris und dessen Hexenbulle bei geistlichen Zeitgenossen auf Ablehnung gestoßen seien.

### Einzelne Streitpunkte
Mehrere der Neuauflagen enthielten eine ausführliche Auseinandersetzung mit den Argumenten der Kritiker, die 14. und letzte Auflage 2005 enthielt das Plädoyer von John M. Riddle zugunsten der Forschungsergebnisse der Autoren.
Heinsohn bestritt nicht die vielfältigen anderen Motive, die sich in die Hexenverfolgung einlagerten, und die von seinen Kritikern angeführt wurden. Er hielt ihnen, vor allem Wolfgang Behringer, Gerd Schwerhoff und Gerhard Schormann sowie Walter Rummel, Franz Irsigler und Robert Jütte, entgegen, dass sie die ausdrückliche Bestrafung der Geburtenkontroll-maleficia als das Neue und dann auch geschichtsmächtige Zentraldokument zur Hexenverfolgung zu wenig berücksichtigten.
Heinsohn und Steiger antworteten mit Feminismus, professionelle Hexenforschung, Rechtsgeschichte und Sexualwissenschaft. Antwort an unsere Kritiker auf die ersten Reaktionen der Fachwelt in der dritten Auflage ihres Buches. John M. Riddle hob hervor, dass im 15. und 16. Jahrhundert die Weitergabe von Wissen abgerissen sei: „Die Kette der Wissensweitergabe zerbrach, und auch die Kette des Laienwissens wurde weitgehend unterbrochen […]. Die Autoren der Renaissance wussten weniger über Geburtenkontrolle als ihre mittelalterlichen, islamischen und antiken Vorgänger“. Nach Lektüre der Vernichtung der Weisen Frauen resümierte er in einer weiteren Geschichte der Geburtenkontrolle: „Im Jahre 1985 gelangten der Soziologe Gunnar Heinsohn und der Nationalökonom Otto Steiger, beide von der Universität Bremen, zu einer verblüffenden Schlussfolgerung: Die wissenschaftliche Revolution, die ökonomischen Beweggründe zur Vermehrung und die gleichzeitige Unterdrückung der Hexerei kennzeichneten die Vernichtung der weisen Frauen“. Nach Riddle waren Heinsohn und Steiger „die ersten, die begriffen haben, dass die Reaktion der […] tonangebenden Autoritäten – der politischen, akademischen und kirchlichen Führer – als Warnung vor zu niedrigen Geburtenraten zu verstehen ist. Die führenden Männer machten die ‚Geheimnisse der Frauen‘ dafür verantwortlich. Und dieses weibliche Wissen trachteten sie durch Unterdrückung der Hexenkunst auszumerzen“.
1999 ordneten Heinsohn und Steiger mit ihrem Aufsatz Birth Control: The Political-Economic Rationale behind Jean Bodin’s Demonomanie aus ihrer Sicht Jean Bodin neu ein. Dessen Begründung der Hexenverfolgung folge keiner geistigen Umnachtung, sondern erweise sich als bevölkerungspolitische Anleitung zur Bestrafung der Geburtenkontrolle. Dieses Verständnis Bodins wird auch von Diana Hummel dargestellt.